# Phó nguyên soái Quân đội Nhân dân Triều Tiên
Thứ soái (tiếng Hàn: 차수; Hanja: 次帥, Ch'asu) là một cấp bậc quân sự cao cấp của Cộng hòa Dân chủ Nhân dân Triều Tiên, thường được dịch là Phó nguyên soái. Cấp bậc này xếp trên cấp bậc Daejang (Đại tướng) và xếp dưới cấp bậc Inmin'gun Wonsu (Nguyên soái quân đội). Dù là một cấp bậc quân sự thuần túy, nhưng cũng như cấp bậc Nguyên soái quân đội, cấp bậc này hiếm khi được trao cho quân nhân chuyên nghiệp, và thường được trao cho các cá nhân giữ những chức vụ chính trị - quân sự kết hợp. 
Cấp bậc này thường được phiên âm là ch'asu, cho thấy sự khác biệt về cách phiên âm Latin so với miền Nam, vốn được phiên âm là chasu (wikt:).

## Lược sử
Hệ thống cấp bậc sĩ quan quân sự tạm thời của Quân đội Nhân dân Triều Tiên được thành lập ngày 8 tháng 2 năm 1948, với hệ thống cấp hiệu tham chiếu hầu như hoàn toàn hệ thống quân hàm của Hồng quân Liên Xô bấy giờ, với danh xưng riêng, gồm 3 nhóm cấp bậc sĩ quan với 11 cấp bậc chi tiết. Đến tháng 2 năm 1953, hệ thống quân hàm mới chính thức được thành lập, đặc biệt bổ sung 2 cấp quân hàm tối cao là Nguyên soái và Thứ soái (còn gọi là Phó nguyên soái). Cấp bậc Nguyên soái Cộng hòa Dân chủ Nhân dân Triều Tiên (Chosŏn Minjujuŭi Inmin Konghwaguk Wonsu) phong cho Kim Nhật Thành với vị thế thống soái các lực lượng vũ trang giống như Đại Nguyên soái Stalin của Liên Xô. Cấp bậc Thứ soái Cộng hòa Dân chủ Nhân dân Triều Tiên (조선 민주주의 인민 공화국 차수, Chosŏn Minjujuŭi Inmin Konghwaguk Chasu) có vị thế tương đương với cấp bậc Nguyên soái Liên Xô, phong cho Bộ trưởng Quốc phòng Choi Yong-kun.

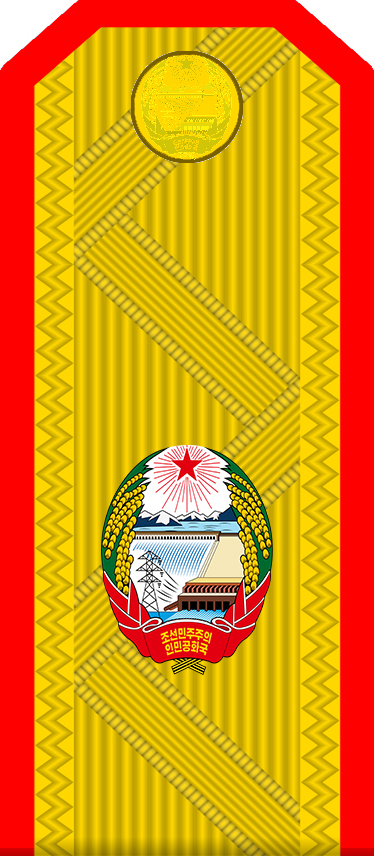
Cấp hiệu Thứ soái từ 1953 đến 1985.

Năm 1992, nhân dịp sinh nhật 80 tuổi của Kim Nhật Thành, cấp bậc Đại nguyên soái được đặt ra để tôn phong cho ông. Đồng thời con trai ông, Kim Chính Nhật, cũng được tôn phong lên bậc Nguyên soái nhà nước. Bộ trưởng Quốc phòng bấy giờ là Thứ soái O Jin-u (phong năm 1985) cũng được phong lên cấp bậc Nguyên soái, nhưng phân biệt với danh xưng Nguyên soái Quân đội Nhân dân Triều Tiên. Ông cũng là người đầu tiên giữ cấp bậc này. Vị Thứ soái đầu tiên và là tiền nhiệm của ông Choi Yong-kun đã qua đời trước đó. Cấp bậc Thứ soái vì vậy cũng được đổi thành Thứ soái Quân đội Nhân dân Triều Tiên (조선인민군 차수, Chosŏn Inmingun Chasu).
Cấp hiệu Ch'asu hiện tại có dạng quốc huy của Cộng hòa Dân chủ Nhân dân Triều Tiên đặt trong một ngôi sao nguyên soái. Trước đây, cấp hiệu Thứ soái có dạng quốc huy của Triều Tiên đơn thuần cho đến khi cấp hiệu hiện tại được thành lập vào năm 1985.

## Danh sách
Do chính quyền Cộng hòa Dân chủ Nhân dân Triều Tiên thường không công bố rộng rãi thông tin, vì vậy, dưới đây là những thông tin tổng hợp về những quân nhân được cho là đã từng thụ phong quân hàm Phó nguyên soái của Triều Tiên.
| STT | Họ tên                | Năm sinh - Năm mất | Năm thụ phong | Chức vụ khi thụ phong                                          | Ghi chú |
| --- | --------------------- | ------------------ | ------------- | -------------------------------------------------------------- | --- |
| 1   | Choi Yong-kun 최용건  | 1900-1976          | 1953          | Bộ trưởng Lực lượng Vũ trang Nhân dân (1948-1957)              | Thứ soái đầu tiên, tương đương Nguyên soái quân đội.                                                                                   |
| 2   | O Jin-u 오진우        | 1917-1995          | 1985          | Bộ trưởng Lực lượng Vũ trang Nhân dân (1976-1995)              | Thăng Nguyên soái quân đội 1992 |
| 3   | Kim Bong-ryul 김봉률  | 1917-1995          | 1992          | Ủy viên Ủy ban Quốc phòng                                      | |
| 4   | Ch'oe In-deok 최인덕  | 1917-2003          | 1992          | Hiệu trưởng Đại học Quân sự Kim Nhật Thành                     | |
| 5   | Ch'oe Kwang 최광      | 1918-1997          | 1992          | Phó chủ tịch Ủy ban Quốc phòng                                 | Thăng Nguyên soái quân đội 1995 |
| 6   | Paek Hak-rim 백학림   | 1918-2006          | 1992          | Ủy viên Ủy ban Quốc phòng                                      | |
| 7   | Ri Tu-ik 리두익       | 1920-2002          | 1992          | Ủy viên Ủy ban Quốc phòng                                      | |
| 8   | Ju Do-il 주도일       | 1921-1994          | 1992          | Ủy viên Ủy ban Quốc phòng                                      | |
| 9   | Ri Ul-sol 리을설      | 1921-2015          | 1992          | Ủy viên Ủy ban Quốc phòng                                      | Thăng Nguyên soái quân đội 1995 |
| 10  | Kim Kwang-jin 김광진  | 1927-1997          | 1992          | Thứ trưởng thứ nhất Bộ Lực lượng Vũ trang Nhân dân             | Anh hùng Cộng hòa Dân chủ Nhân dân Triều Tiên                                                                                          |
| 11  | Kim Ik-hyon 김익현    | 1911-2009          | 1994          | Ủy viên Ủy ban Quốc phòng                                      | |
| 12  | Jo Myong-rok 조명록   | 1928-2010          | 1995          | Chủ nhiệm Tổng cục Chính trị (1995-1998)                       | Tướng lĩnh Không quân đầu tiên thụ phong quân hàm Thứ soái                                                                             |
| 13  | Ri Ha-il 리하일       | 1935-              | 1995          | Ủy viên Ủy ban Quốc phòng                                      | |
| 14  | Kim Yong-chun 김영춘  | 1936-2018          | 1995          | Tổng tham mưu trưởng (1995-2007)                               | Thăng Nguyên soái quân đội 2016 |
| 15  | Ri Jong-san 리종산    | 1924-2011          | 1997          | Tổng cục trưởng Tổng cục Động viên quân nhu                    | |
| 16  | Pak Ki-so 박기서      | 1926-2010          | 1997          | Ủy viên Ủy ban Quốc phòng                                      | |
| 17  | Kim Il-chol 김일철    | 1933-              | 1997          | Thứ trưởng thứ nhất Bộ Lực lượng Vũ trang Nhân dân (1997-2000) | Tướng lĩnh Hải quân đầu tiên thụ phong quân hàm Thứ soái                                                                               |
| 18  | Chon Jae-son 전재선   | 1940-2011          | 1997          | Tư lệnh Quân đoàn 1 (1994-2010)                                | Bị kỷ luật, cách mọi chức vụ trong Đảng năm 2010.                                                                                      |
| 19  | Kim Ryong-yon 김룡연  | 1916-2008          | 1998          | Viện trưởng Học viện Cách mạng Mangyongdae Cờ đỏ               | |
| 20  | Ri Yong-mu 리용무     | 1925-2022          | 1998          | Phó Chủ tịch Ủy ban Quốc phòng (1998-2016)                     | |
| 21  | Jang Seong-u 장성우   | 1933-2009          | 2002          | Tư lệnh Quân đoàn 3 (1996-2009)                                | |
| 22  | Ri Yong-ho 리영호     | 1942-?             | 2010          | Tổng tham mưu trưởng (2009-2012)                               | |
| 23  | Hyon Chol-hae 현철해  | 1934-2022          | 2012          | Thứ trưởng thứ nhất Bộ Lực lượng Vũ trang Nhân dân (2012-2013) | Thăng Nguyên soái quân đội 2016 |
| 24  | Kim Jong-gak 김정각   | 1941-              | 2012          | Bộ trưởng Lực lượng Vũ trang Nhân dân (2012)                   | |
| 25  | Hyon Yong-chol 현영철 | 1949-2015          | 2012          | Tổng tham mưu trưởng (2012-2013)                               | Bị hạ cấp xuống Đại tướng vào tháng 11 năm 2012, hạ tiếp xuống Thượng tướng tháng 6 năm 2013, thăng lại lên Đại tướng tháng 6 năm 2014 |
| 26  | Choe Ryong-hae 최룡해 | 1950-              | 2012          | Chủ nhiệm Tổng cục Chính trị (2012-2014)                       | Bị giáng cấp xuống Đại tướng vào tháng 12 năm 2012, sau đó được phục hồi tháng 2 năm 2013.                                             |
| 27  | Hwang Pyong-so 황병서 | 1949-              | 2014          | Chủ nhiệm Tổng cục Chính trị (2014-2018)                       | |
| 28  | Ri Myong-su 리명수    | 1934-              | 2016          | Tổng tham mưu trưởng (2016-2018)                               | |
| 29  | Pak Jong-chon 박정천  | ?-                 | 2020          | Tổng tham mưu trưởng (2019-2021)                               | Thăng Nguyên soái quân đội 2020 |
| 30  | Kim Jong-gwan 김정관  | ?-                 | 2021          | Bộ trưởng Lực lượng Vũ trang Nhân dân (2019-2021)              | Bị giáng quân hàm xuống Thượng tướng tháng 6 năm 2021, được thăng lại lên Đại tướng tháng 4 năm 2022                                   |
| 31  | Kwon Yong-jin 권영진  | ?-                 | 2021          | Chủ nhiệm Tổng cục Chính trị (2021-2022)                       | Bị giáng quân hàm xuống Đại tướng tháng 2 năm 2022                                                                                     |
| 32  | Ri Yong-gil 리명수    | 1955-              | 2022          | Tổng tham mưu trưởng (2023-)                                   | |